# François de Bas
François de Bas (Den Haag, 10 september 1840 – aldaar, 22 februari 1931) was een Nederlandse generaal en militair historicus.

## Biografie

### Militaire loopbaan
François de Bas was de zoon van Willem Jacobus de Bas en Johanna Maria Köhler. Hij verkreeg zijn scholing in Den Haag op de kostschool van Guillaume Alexander Burnier. Op zestienjarige leeftijd werd De Bas cadet aan de Koninklijke Militaire Academie in Breda. Met zijn benoeming tot Tweede Luitenant bij het Derde Regiment Dragonders sloot hij zijn opleiding in 1860 af. Vier jaar later kreeg hij de bevordering tot luitenant bij de Generale staf.
Vervolgens behoorde hij in 1868 tot een van de allereerste studenten van de latere Hogere Krijgsschool. Tot 1872 kreeg De Bas lessen op deze school en was in de tussentijd onder generaal Willem Jan Knoop gemobiliseerd. Hij slaagde in 1872 voor zijn eindexamen en werd vervolgens ritmeester van een regiment huzaren in Venlo. Tussen 1878 en 1885 was hij als docent verbonden aan de krijgsschool in Den Haag. Aan zijn militaire loopbaan kwam in 1889 een einde na het gedwongen huwelijk van zijn dochter met een officier uit zijn regiment. De Bas diende vervolgens een verzoek in om op non-actief te worden gesteld en dat werd hem ook verleend.

### Militair historicus
Al in 1887 verscheen het eerste deel van zijn historische studie Prins Frederik der Nederlanden en zijn tijd, dat in totaal vijf delen zou omvatten. Vanaf 1890 legde De Bas zich dan ook nog uitsluitend toe op de militaire geschiedenis. Hij verkreeg voor zijn werk vanuit het ministerie een toelage van duizend gulden. In 1895 ging hij officieel met pensioen en kreeg daarbij de rang van kolonel, maar De Bas bleef niettemin doorgaan met historisch onderzoek. Zo werd hij in 1897 directeur van het Koninklijk Huisarchief.
In die functie voerde hij in 1900 namens koningin Emma onderhandelingen met Adolf Nassau van Luxemburg of haar nakomelingen de achternaam "Nassau" mochten blijven voeren. Deze onderhandelingen wist hij succesvol af te ronden. In 1927 verliet De Bas het Krijgskundig Archief wegens gezondheidsredenen. Dit archief dat hij voor een groot deel had samengesteld ging verloren bij het geallieerde bombardement op Bezuidenhout. De historische werken van De Bas behoren tot de "orangistische traditie" van de Nederlandse geschiedschrijving.